# Ningal
Ningal, a sumer panteon egyik legfontosabb tagja. Nevének jelentése: „Nagy Hölgy” vagy „Nagy Asszony”, minden más anyaistennő mintája. Enki és Ningikuga leánya, testvérei Marduk és Aszalluhi. Elsősorban Ur városában tisztelték, ahol Nanna holdisten (akkád Szín) felesége. Gyermekei Iskur, Utu, Inanna és Ereskigal (azaz eredeti sumer nevén talán Irkalla). Az Égissirgal („a nagy fény háza”) nevű templomban tartották fő kultuszait. Az Akkád Birodalom korában újra felértékelődött a tisztelete, Amar-Szín idejében jelentősen kibővítették és felújították az Égissirgalban lévő, giparu nevű szentélykörzetét. Enheduanna hercegnő dokumentumai nagy mértékben hozzájárultak a Ningal-kultusz megismeréséhez is. Tisztelete még az újasszír korban is jelentős, az i. e. 8. század végén épített Dúr-Sarrukín városából sem hiányozhatott Ningal temploma.
A Ningal-kultusz kilépett Mezopotámiából, és Szíriában, a Kaukázusban és Anatóliában is elterjedt, még Egyiptomban is feltűnik. Valószínűleg a hurrik terjesztették el az általuk meghódított területeken az i. e. 16–15. században. A név az „ng” betűkapcsolat miatt kissé átalakult, Nikkal, Nikal, Nigal lett belőle. Az i. e. 14. századtól a Hettita Birodalomban is elterjedt a tisztelete. A század legelején Nikalmati királyné az első, aki viselte az istennő nevét.

## Névetimológia
A név a NIN és a GAL szavak összetétele. A NIN szó írásban maga is összetétel, a MUNUS (𒊩) és a TÚG (ku (𒆪) jelek összevonásával keletkezett. Ehhez kapcsolódik a DINGIR (𒀭) determinatívum és a „nagy” jelentésű GAL (𒃲) jelző. Sumer változata: 𒀭𒊩𒆪𒃲 a némileg egyszerűsödő akkád változata: .
A hurrik a ni + gal9 (𒉌𒆗) jelekkel írták. Ezt vették át a hettiták is, náluk a gal9 olvasata kal. A terjedés közben a név különböző változatai alakultak ki:
- 𒀭𒉌𒅅𒆗 olvasata dni(-ik)-kal, dni(-ig)-kal, dni(-ek)-kal, dni(-eg)-kal;
- 𒀭𒉌𒅅𒃲 olvasata dni(-ik)-gal, dni(-ig)-gal, dni(-ek)-gal, dni(-eg)-gal;
- 𒀭𒉌𒅅𒂵𒇻 olvasata dni-ik-ga-lu, dni-ig-ga-lu, dni-ek-ga-lu, dni-eg-ga-lu;

Ennél is több változata lehet, mert több szövegben u-tövű főnévként ragozták: dni-ik-ka-lu-na (acc.), dni-ig-ga-lu-un (erg.), dni-kal-lu-ú-e (gen.), stb.
Ugaritban nkl, azaz 𐎐𐎋𐎍.